# François Guizot

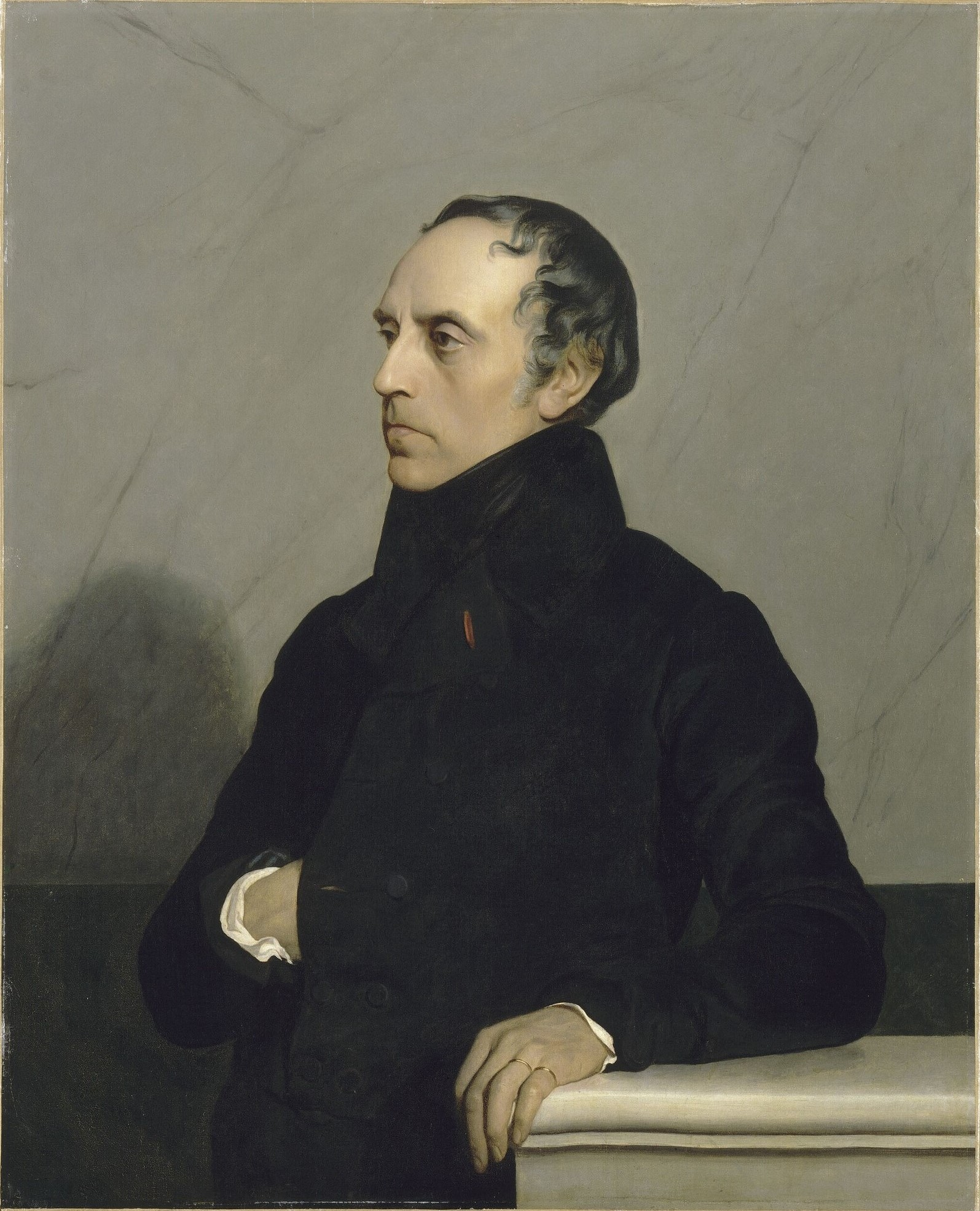
Portret door Jehan Georges Vibert, naar een eerder werk van Paul Delaroche

François Pierre Guillaume Guizot (Nîmes, 4 oktober 1787 – abdij van Val-Richer (Saint-Ouen-le-Pin), 12 september 1874) was een Frans minister-president, liberaal politicus en historicus.

## Achtergrond, opvoeding, studie
François Guizot was de zoon van liberale, streng calvinistische ouders. Ondanks de liberale opvattingen van zijn vader, werd de laatste op 8 april 1794, tijdens de Terreur, onthoofd. Madame Guizot en haar zoon vluchtten daarop naar Genève. In Genève ontving de jonge Guizot een degelijke, strikt calvinistische opvoeding. Daarnaast onderwees zijn moeder, een overtuigd liberaal, haar zoon in de leer van Jean-Jacques Rousseau. Ofschoon uit een redelijk welgestelde familie, waren zowel Madame Guizot als haar zoon wars van uiterlijk vertoon of pronkzucht: zij leefden sober. Vanuit de overtuiging van zijn moeder dat eenieder een vak moest beheersen, volgde Guizot een opleiding tot timmerman. Een tafel die hij toen vervaardigde, bestaat nog steeds.
In 1805 keerde hij – samen met zijn moeder – naar Parijs terug om er rechten te studeren. Naast zijn studie was hij huisonderwijzer voor de kinderen van M. Stapfer, voormalig Zwitsers minister in Frankrijk. Hij ontwikkelde zich verder door journalist te worden bij de krant Publiciste en werd hierdoor geïntroduceerd in de literaire salons van Parijs. In oktober 1809 schreef hij een recensie over François René de Chateaubriands Martyrs en in 1812 vertaalde hij Edward Gibbons Decline and fall of the Roman Empire. In hetzelfde jaar trouwde hij de veertien jaar oudere schrijfster Pauline de Meulan. Zij overleed in 1827. Hun enige zoon, geboren in 1819, overleed reeds in 1837. In 1828 hertrouwde hij met Elisa Dillon; zij stierf in 1833. Hun zoon Guillaume Guizot (1833-1892) was een bekend geleerde en schrijver. Twee dochters Henriette (1829-1908) en Pauline (1831-1874), waren getrouwd met twee broers, respectievelijk Conrad en Cornélis de Witt.

## Hoogleraar

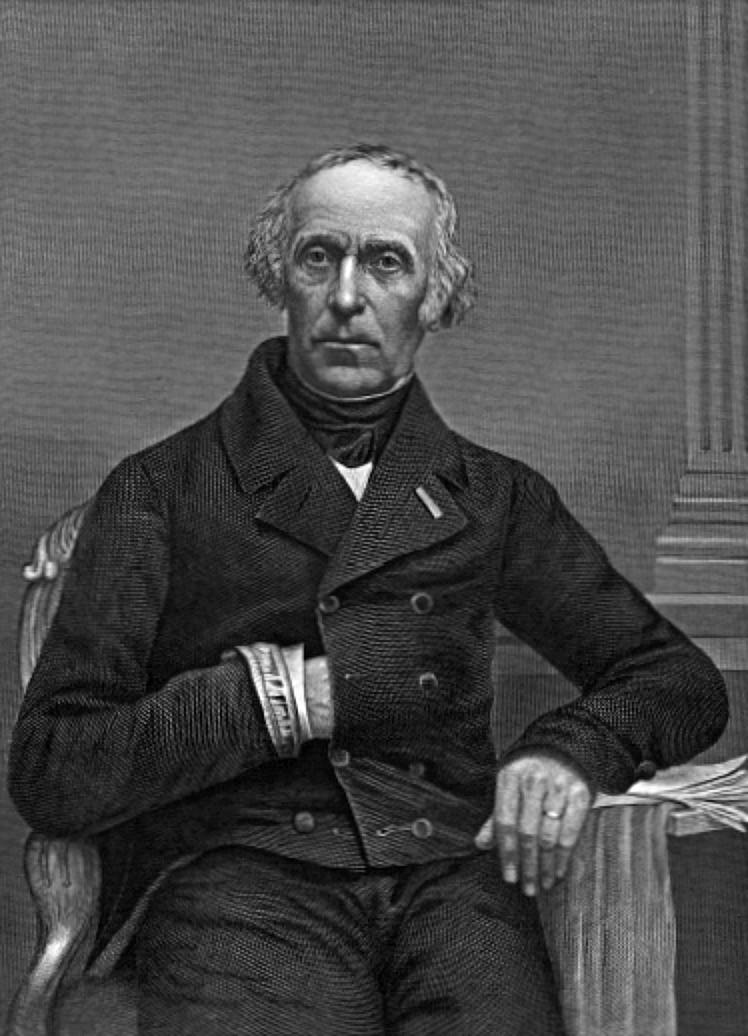
Guizot op wat latere leeftijd

In 1812 werd Guizot hoogleraar moderne geschiedenis aan de Sorbonne. Op 11 december van dat jaar gaf hij zijn eerste college. In de jaren daarna sloot hij vriendschap met Pierre-Paul Royer Collard en leidende figuren binnen de liberale partij, zoals de hertog de Broglie. In 1814, na de val van Napoleon werd Guizot staatssecretaris van Binnenlandse Zaken in de regering van koning Lodewijk XVIII. Na Napoleons terugkeer van Elba op 25 maart 1815 nam hij direct ontslag en hervatte zijn werk als hoogleraar.
Na de Honderd Dagen vertrok Guizot naar Gent, waar koning Lodewijk XVIII naartoe was gevlucht na Napoleons terugkeer. Guizot haalde de koning over om naar Frankrijk terug te keren en daar als liberaal vorst te regeren. De koning keerde daarna terug naar Frankrijk. In 1815 werd Guizot staatssecretaris van Justitie, maar nam reeds in 1816 ontslag. Onder graaf Decazes was hij opnieuw staatssecretaris van Justitie en hij werd tevens staatsraad (1818). Toen Decazes in 1820 ten val kwam verloor Guizot zijn staatssecretariaat. Nadien werkte hij opnieuw als hoogleraar, totdat dit door premier De Villèle in 1822 werd verboden. Hierna werd hij één der oppositieleiders tegen het autocratische bewind van koning Lodewijk XVIII opvolger, diens broer koning Karel X. Pas in 1828 werd Guizot in zijn functie van hoogleraar (en staatsraad) hersteld.
In de periode 1822-1828 was Guizot vooral op het schrijversvlak erg actief. Zo schreef hij in 1822 een tweedelig werk over een democratische regering en in 1826/1827 een tweedelig boek over de Engelse regering onder Karel I en Karel II.
Guizot was waarschijnlijk de eerste die het begrip klassenstrijd invoerde in de geschiedschrijving; dit in zijn werk over de Franse Revolutie.

## Minister
In januari 1830 werd hij voor de stad Lisieux in het lagerhuis gekozen. Hij nam zitting namens de mede door hem opgerichte Doctrinaire partij, later Monarchistes Parlementaires genaamd. De "doctrinairen" streefden de liberale vrijheden na, maar wilden slechts een geleidelijke invoering van de vrijheden. Na de val van koning Karel X (juli 1830) werd hij een van de meest fanatieke verdedigers van het "burgerkoninkrijk" van koning Lodewijk Filips. In augustus 1830 werd hij minister van Binnenlandse Zaken, maar nam reeds in november van dat jaar ontslag. Als minister stelde hij de functie van inspecteur-generaal van historische monumenten in, een belangrijke stap voor de monumentenzorg in Frankrijk.
Op 11 oktober 1832 werd Guizot minister van Onderwijs. Met een korte onderbreking bleef hij minister van Onderwijs tot 15 april 1837. Hij hervormde het onderwijs. Op 28 juni 1833 werd op zijn voorstel een wet gestemd die het basisonderwijs voor alle kinderen (lees: jongens) verplicht stelde. Voor de armsten was dit onderwijs bovendien gratis. Elke gemeente werd verplicht om binnen de zes jaar een school in te richten en een onderwijzer in dienst te nemen. Dit deed het aantal staatsscholen toenemen tot 23.000. En bovendien werden normaalscholen opgericht om alle nodige onderwijzers op te leiden. De staatsscholen kregen een bestuur bestaande uit leken en clerus. Deze Wet-Guizot was de eerste stap naar het algemeen, verplicht onderwijs in Frankrijk.
Als minister nam hij ook het initiatief tot de heroprichting van de Académie des Sciences Morales et Politiques.
Op geschiedkundig vlak bleef Guizot publiceren. In 1834 verscheen van zijn hand de bronnenpublicatie Documents inédits relatifs à l'histoire de France. Hij richtte ook de Société de l'Histoire de France op. Hij was sedert 1836 lid van de Académie française.
In 1840 werd Guizot gezant in Londen. In Londen werd hij ontvangen door koningin Victoria en door de heersende kringen. Zijn kennis van de Britse literatuur maakte hem bijzonder geliefd onder de Britse bevolking.
In 1843 werd hij minister van Buitenlandse Zaken in het tweede kabinet-Soult en was als zodanig nauw betrokken bij de pro-Britse politiek van Soult en koning Lodewijk Filips. Guizot en de koning streefden een vreedzame buitenlandse politiek na en waren tegenstanders van een agressieve nationalistische politiek, die Frankrijk mogelijk weer zou betrekken in een grote oorlog. Hierdoor raakte Guizot vervreemd van zijn partijgenoot, Adolphe Thiers, voorstander van koloniale expansie en nationalisme.

## Premier
Op 19 september 1847 werd Guizot, de grootste vertrouweling van koning Lodewijk Filips, premier. Zijn verzet tegen de verlangens van de liberale partij en zijn trouw aan de koning wekten veel verzet bij de oppositie. Zijn conservatieve binnenlandse beleid – verzet tegen een kiesrechthervorming – luidde ten slotte in februari 1848 de Februarirevolutie in. Op 23 februari verving koning Lodewijk Filips Guizot door graaf de Molé, in de hoop zo de opstandelingen gunstig te stemmen. De revolutie ging echter door en de koning deed troonsafstand. Guizot vluchtte daarop via België naar Londen.

## Later leven
In november 1849 keerde Guizot naar Frankrijk terug. Hij ging in de abdij van Val-Richer, een voormalig augustijner klooster, wonen. Hier schreef hij zijn Meditaties over het christelijk geloof, een van zijn laatste werken. Als protestant was hij lid van de consistorie van de Parijse Gereformeerde Kerk; hij vertegenwoordigde de streng orthodoxe richting en zijn invloed binnen het Franse protestantisme droeg mede bij aan de kerkscheuring in 1874, toen de liberale protestanten uit de kerk werden gezet. Zijn calvinisme was niet intolerant: hij besefte dat het grootste deel van de Fransen rooms-katholiek was en hij was nooit uit op een conflict met de katholieken. Overigens had Guizot zich ook in het katholicisme verdiept en las de werken van Bossuet en Bourdalou.
François Guizot stierf op 12 september 1874. Op zijn sterfbed reciteerde hij Bijbelteksten en las hij werken van Pierre Corneille.

## Trivia
- Guizot wordt genoemd in de inleiding van het Communistisch Manifest als een van de krachten die het communisme proberen te beteugelen.[3]

## Voornaamste werken
- Histoire de la Révolution d'Angleterre (3 delen, 1826-1858)
- Histoire de la Civilisation en France (4 delen, 1829-1835)